# Sybra apicalis
Sybra apicalis là một loài bọ cánh cứng trong họ Cerambycidae.